# Louan-Villegruis-Fontaine
Pour les articles homonymes, voir Fontaine et Louan.
Louan-Villegruis-Fontaine est une commune française située dans le département de Seine-et-Marne en région Île-de-France.

## Géographie

### Localisation
Louan-Villegruis-Fontaine est la commune la plus orientale (située la plus à l'est) du département de Seine-et-Marne et de la région d'Île-de-France.
Elle est située à 87 km du centre de Paris.

### Communes limitrophes
Les communes limitrophes sont Montpothier, La Saulsotte, Villenauxe-la-Grande, Villiers-Saint-Georges, Bouchy-Saint-Genest, Nesle-la-Reposte et Beauchery-Saint-Martin.
| Villiers-Saint-Georges | Bouchy-Saint-Genest (Marne) | Nesle-la-Reposte (Marne)    |
| Beauchery-Saint-Martin | Louan-Villegruis-Fontaine   | Villenauxe-la-Grande (Aube) |
|                        | La Saulsotte (Aube)         | Montpothier (Aube)          |

### Hydrographie

#### Réseau hydrographique

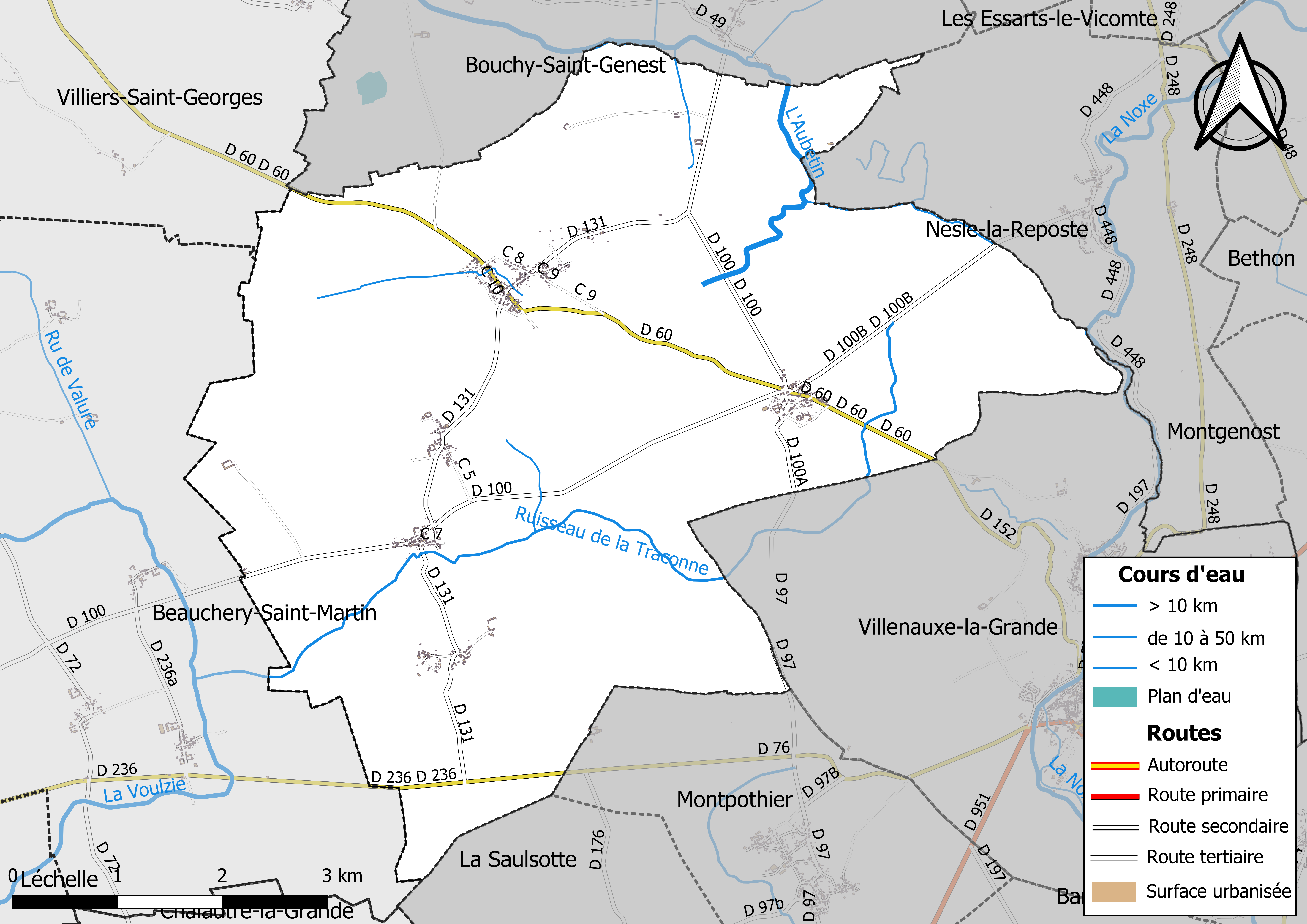
Carte des réseaux hydrographique et routier de Louan-Villegruis-Fontaine.

Le réseau hydrographique de la commune se compose de huit cours d'eau référencés :
- la rivière l’Aubetin, longue de 61,15 km[1], affluent du Grand Morin, y prend sa source ;
  - le fossé 01 des Nouettes, 1,25 km[2], affluent de l’Aubetin ;
  - le cours d'eau 01 de Cent Pieds, canal de 3,39 km[3], qui conflue avec l’ Aubetin ;
    - le canal 01 de la Commune de Louan-Villegruis-Fontaine, 0,91 km[4], qui conflue avec le cours d'eau 01 de Cent Pieds ;
- la Noxe, longue de 32,57 km[5], affluent de la Seine ;
- le ruisseau de la Traconne, 9,89 km[6], qui conflue avec la Voulzie.
  - le fossé 01 de la Champagne, 1,07 km[7], affluent du ruisseau de la Traconne ;
- le fossé 01 de la Petite Contrée, 2,14 km[8].

La longueur totale des cours d'eau sur la commune est de 15,78 km.

#### Gestion des cours d'eau
Afin d’atteindre le bon état des eaux imposé par la Directive-cadre sur l'eau du 23 octobre 2000, plusieurs outils de gestion intégrée s’articulent à différentes échelles : le SDAGE, à l’échelle du bassin hydrographique, et le SAGE, à l’échelle locale. Ce dernier fixe les objectifs généraux d’utilisation, de mise en valeur et de protection quantitative et qualitative des ressources en eau superficielle et souterraine. Le département de Seine-et-Marne est couvert par six SAGE, au sein du bassin Seine-Normandie. La commune fait partie de deux SAGE : « Petit et Grand Morin » et « Bassée Voulzie ».
Le SAGE « Petit et Grand Morin » a été approuvé le 21 octobre 2016. Il comprend les bassins du Petit Morin (630 km2) et du Grand Morin (1 185 km2). Le pilotage et l’animation du SAGE sont assurés par le syndicat mixte d'aménagement et de gestion des Eaux (SMAGE) des 2 Morin, qualifié de « structure porteuse ».
Le SAGE « Bassée Voulzie »  est en cours d'élaboration en décembre 2020. Il concerne 144 communes dont 73 en Seine-et-Marne, 50 dans l'Aube, 15 dans la Marne et 6 dans l'Yonne, pour une superficie de 1 710 km2,. Le pilotage et l’animation du SAGE sont assurés par Syndicat Mixte Ouvert de l’eau potable, de l’assainissement collectif, de l’assainissement non collectif, des milieux aquatiques et de la démoustication (SDDEA), qualifié de « structure porteuse ».

### Climat
Pour des articles plus généraux, voir Climat de l'Île-de-France et Climat de Seine-et-Marne.
En 2010, le climat de la commune est de type climat océanique dégradé des plaines du Centre et du Nord, selon une étude du CNRS s'appuyant sur une série de données couvrant la période 1971-2000. En 2020, Météo-France publie une typologie des climats de la France métropolitaine dans laquelle la commune est exposée à un climat océanique altéré et est dans la région climatique Nord-est du bassin Parisien, caractérisée par un ensoleillement médiocre, une pluviométrie moyenne régulièrement répartie au cours de l’année et un hiver froid (3 °C).
Pour la période 1971-2000, la température annuelle moyenne est de 10,3 °C, avec une amplitude thermique annuelle de 15,5 °C. Le cumul annuel moyen de précipitations est de 760 mm, avec 11,6 jours de précipitations en janvier et 8,1 jours en juillet. Pour la période 1991-2020, la température moyenne annuelle observée sur la station météorologique la plus proche, située sur la commune de Voulton à 11 km à vol d'oiseau, est de 11,3 °C et le cumul annuel moyen de précipitations est de 740,8 mm,. Pour l'avenir, les paramètres climatiques de la commune estimés pour 2050 selon différents scénarios d'émission de gaz à effet de serre sont consultables sur un site dédié publié par Météo-France en novembre 2022.

### Milieux naturels et biodiversité

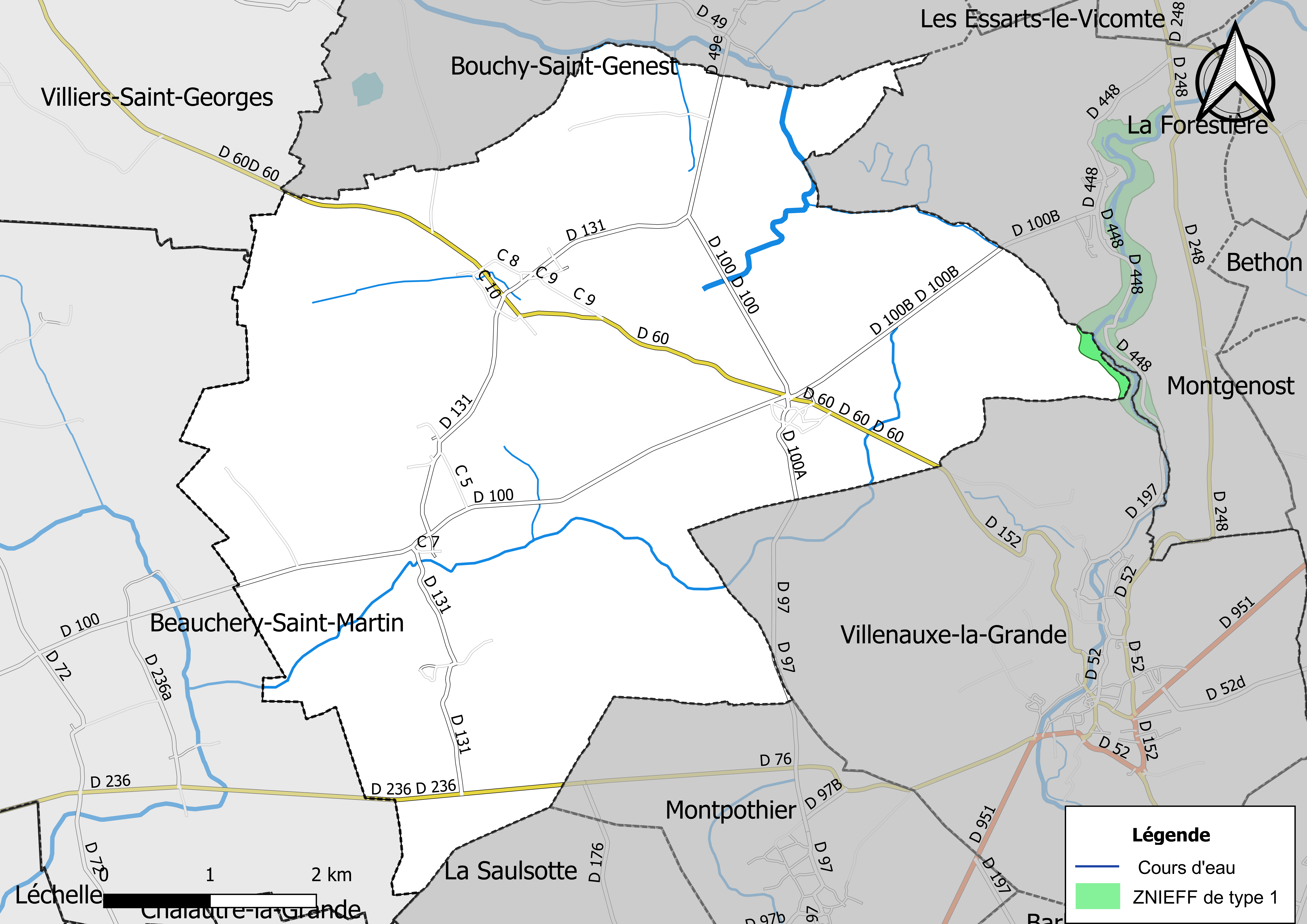
Carte des ZNIEFF de type 1 localisées sur la commune.

L’inventaire des zones naturelles d'intérêt écologique, faunistique et floristique (ZNIEFF) a pour objectif de réaliser une couverture des zones les plus intéressantes sur le plan écologique, essentiellement dans la perspective d’améliorer la connaissance du patrimoine naturel national et de fournir aux différents décideurs un outil d’aide à la prise en compte de l’environnement dans l’aménagement du territoire.
Le territoire communal de Louan-Villegruis-Fontaine comprend une ZNIEFF de type 1,,, 
le « Ravin Boise de la Noxe entre Nesle-La-Reposte et Villenauxe-La-Grande » (99,57 ha), couvrant 3 communes dont 1 dans l'Aube, 1 dans la Marne et 1 en Seine-et-Marne.

## Urbanisme

### Typologie
Au 1er janvier 2024, Louan-Villegruis-Fontaine est catégorisée commune rurale à habitat dispersé, selon la nouvelle grille communale de densité à sept niveaux définie par l'Insee en 2022.
Elle est située hors unité urbaine. Par ailleurs la commune fait partie de l'aire d'attraction de Paris, dont elle est une commune de la couronne,. Cette aire regroupe 1 929 communes,.

### Lieux-dits et écarts
La commune compte 163 lieux-dits administratifs répertoriés consultables ici (source : le fichier Fantoir) dont la Queue aux Bois, Écurie, Marival, Cerclières.

### Occupation des sols
L'occupation des sols de la commune, telle qu'elle ressort de la base de données européenne d’occupation biophysique des sols Corine Land Cover (CLC), est marquée par l'importance des territoires agricoles (80,3 % en 2018), une proportion sensiblement équivalente à celle de 1990 (79,8 %). La répartition détaillée en 2018 est la suivante : 
terres arables (80,3% ), forêts (17,2% ), zones urbanisées (1,6% ), milieux à végétation arbustive et/ou herbacée (1 %).
Parallèlement, L'Institut Paris Région, agence d'urbanisme de la région Île-de-France, a mis en place un inventaire numérique de l'occupation du sol de l'Île-de-France, dénommé le MOS (Mode d'occupation du sol), actualisé régulièrement depuis sa première édition en 1982. Réalisé à partir de photos aériennes, le Mos distingue les espaces naturels, agricoles et forestiers mais aussi les espaces urbains (habitat, infrastructures, équipements, activités économiques, etc.) selon une classification pouvant aller jusqu'à 81 postes, différente de celle de Corine Land Cover,,. L'Institut met également à disposition des outils permettant de visualiser par photo aérienne l'évolution de l'occupation des sols de la commune entre 1949 et 2018.

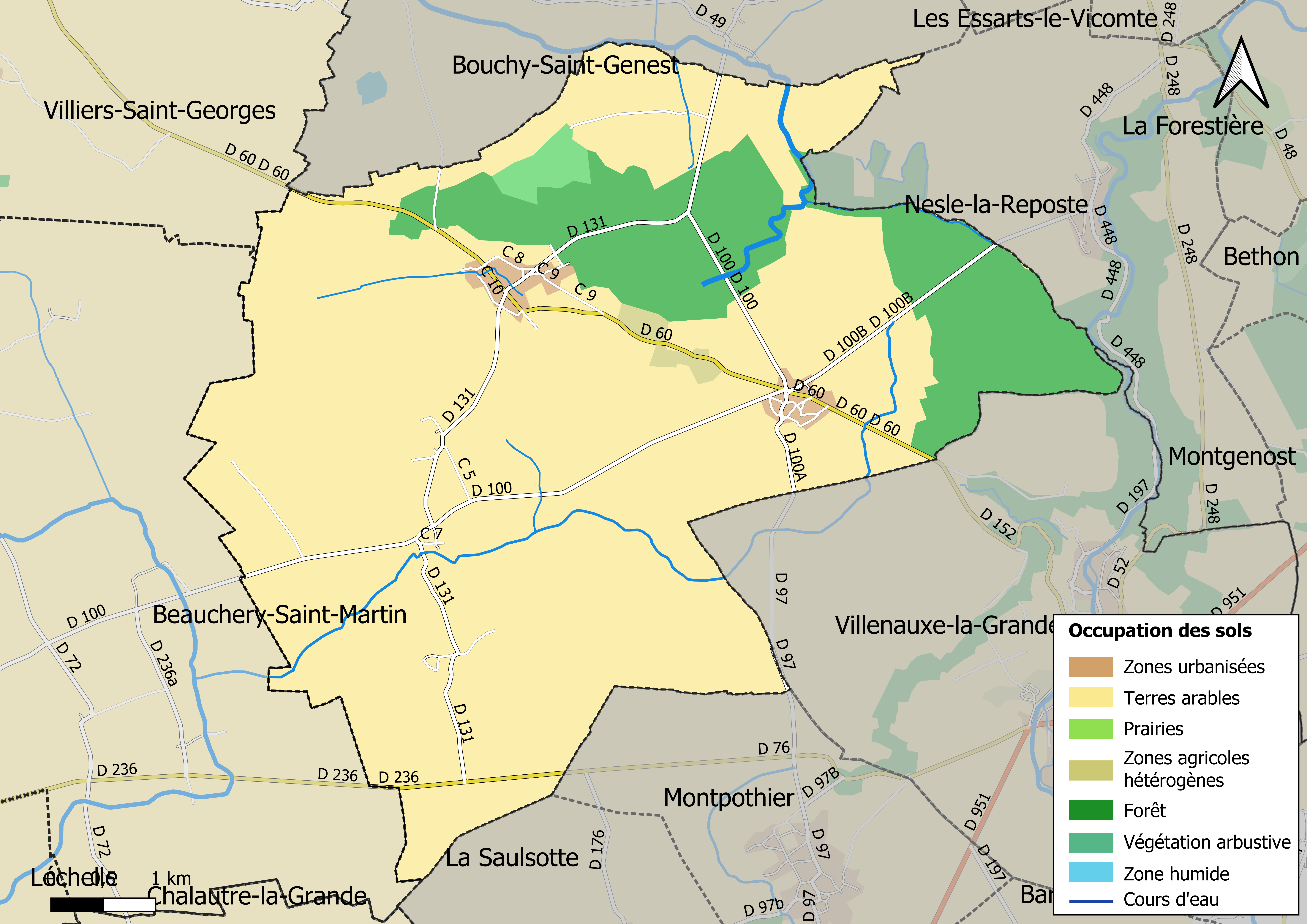
Carte des infrastructures et de l'occupation des sols en 2018 (CLC) de la commune.
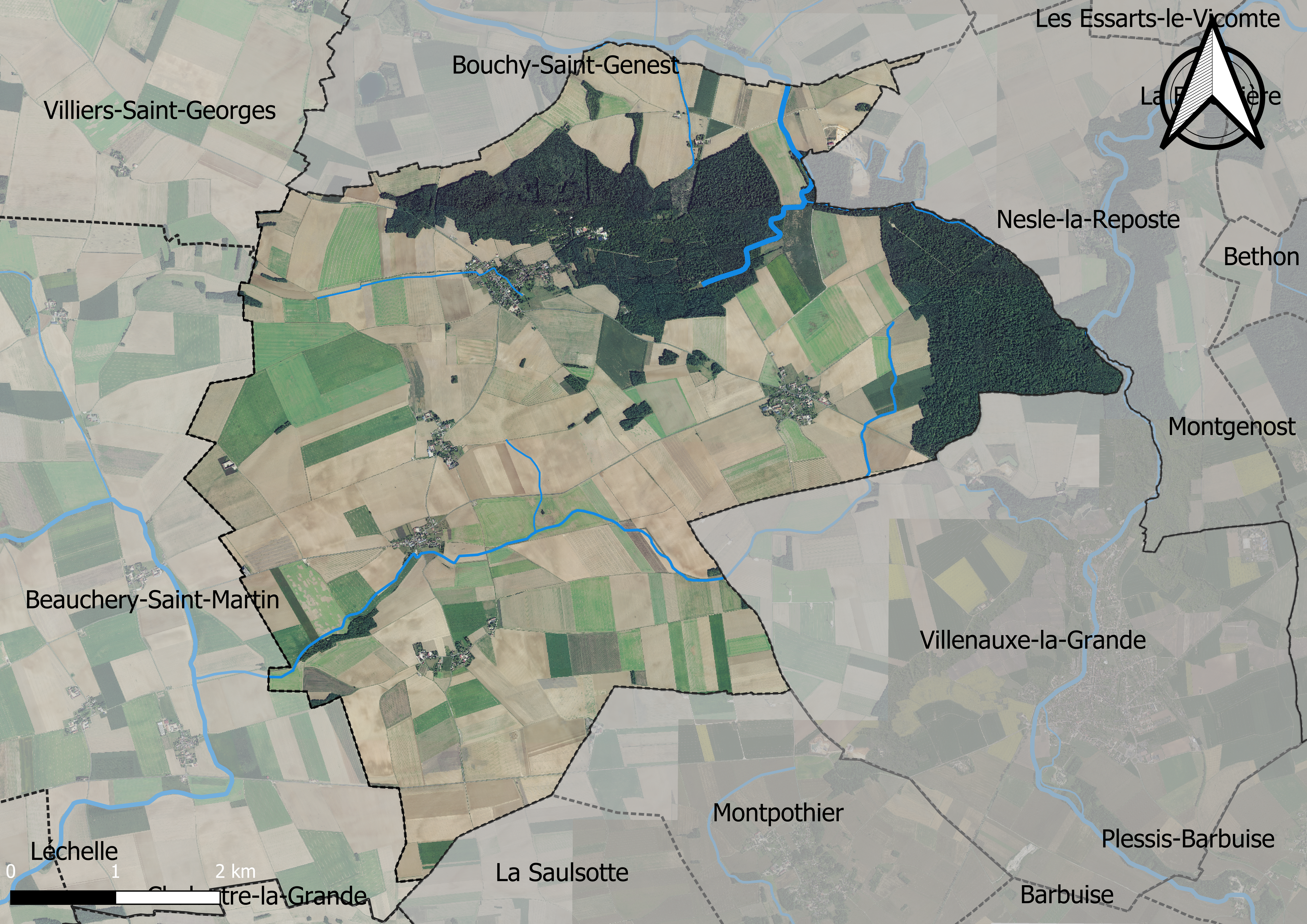
Carte orhophotogrammétrique de la commune.

### Planification
La loi SRU du 13 décembre 2000 a incité les communes à se regrouper au sein d’un établissement public, pour déterminer les partis d’aménagement de l’espace au sein d’un SCoT, un document d’orientation stratégique des politiques publiques à une grande échelle et à un horizon de 20 ans et s'imposant aux documents d'urbanisme locaux, les PLU (Plan local d'urbanisme). La commune est dans le territoire du SCOT Grand Provinois, dont le projet a été arrêté le 29 janvier 2020, porté par le syndicat mixte d’études et de programmation (SMEP) du Grand Provinois, qui regroupe les Communautés de Communes du Provinois et de Bassée-Montois, soit 82 communes.
La commune disposait en 2019 d'un plan local d'urbanisme en révision. Le zonage réglementaire et le règlement associé peuvent être consultés sur le Géoportail de l'urbanisme.

### Logement
En 2016, le nombre total de logements dans la commune était de 274 dont 98,1 % de maisons et 1,1 % d'appartements.
Parmi ces logements, 72,6 % étaient des résidences principales, 18,2 % des résidences secondaires et 9,1 % des logements vacants.
La part des ménages fiscaux propriétaires de leur résidence principale s'élevait à 88,9 % contre 10,1 % de locataires dont, 1 % de logements HLM loués vides (logements sociaux) et, 1 % logés gratuitement.

## Toponymie
Louan est mentionné sous les formes Loan en 1233 ; G. de Lohan en 1250 ; Loan et Loen vers 1330 ; Louan et Lohans au xve siècle ; L'étymologie de ce toponyme provient de l'agglutination du nom de personne gallo-romain lovo et du suffixe ante qui signifie : « la terre de lovo ».

Louan devient Louan-Villegruis-Fontaine à la suite de sa fusion-association avec Villegruis et Fontaine-sous-Montaiguillon le 1er mars 1973.
Villegruis est mentionné sous les formes Villagruis en 1190 ; Vilegluis vers 1222 ; Villegluys en 1265 ; Villagruiz en 1266 ; Willegruis en 1275 ; Vilegris vers 1675 ; Villegruis en Brie en 1711.

Par arrêté du Préfet de Seine-et-Marne en date du 22 juillet 2010, la fusion simple entre Villegruis et Louan a été validée. La commune de Fontaine-sous-Montaiguillon reste érigée en commune associée.
Fontaine est mentionné sous les formes Fons subtus Montem Aculeum en 1353 ; Fontane en 1407 ;

## Histoire

### La forteresse de Montaiguillon
La forteresse de Montaiguillon a vraisemblablement été construite dans la première moitié du XIIIe siècle. En 1423, le château de Montaiguillon, défendu par Tugdual de Kermoysan et Prigent VII de Coëtivy est assiégé pendant six mois par Salisbury.
Pendant la guerre de Cent Ans, par l’ordonnance et le commandement du duc anglais Bedford (qui se disait « Régent de France »), le comte anglais Salisbury (gouverneur du Pays de Champagne et de Brie) assiégea en 1423 (*1) avec ses troupes la dite forteresse. À l’intérieur de celle-ci, les assiégés armagnacs étaient au nombre de 120 combattants sous le commandement de 3 capitaines : le sire de la Bourbe, le sire de Cotigny et un homme d’armes nommé Bourghenon. Le siège dura près de 6 mois et était régulièrement complété par des assauts anglais. Passé ce temps, les assiégés n’étaient plus qu’une trentaine de survivants. Lesquels, en conclusion, furent contraints de manger leurs chevaux pour survivre. Finalement, ils décidèrent de se rendre au comte Salisbury en promettant qu’ils paieraient pour avoir la vie sauve. Salisbury leur rétorqua qu’il exigeait le paiement  de 22 000 saluts d’or (*2).  Les assiégés, qui n’avaient d’autres choix, acceptèrent et laissèrent 4 otages comme gages, jusqu’au paiement complet de la somme exigée.  Lorsque les tractations furent réglées, Salisbury ordonna la démolition de la forteresse.
Par la suite, il se pourrait qu'il ait servi de repère à des bandes de soudards et autres militaires désœuvrés qui ne s'en écartaient que pour détrousser les honnêtes voyageurs.	
En 1613, Richelieu fait démanteler Montaiguillon afin de rendre la forteresse indéfendable pour que les capitaines félons ne puissent plus s'y réfugier.
Ce château est aujourd'hui en ruine, mais ces importantes ruines féodales, encore ceinturées de murailles imposantes, en pleine et belle forêt, sont la curiosité majeure du canton de Villiers-Saint-Georges. Montaiguillon constitue un des quelques exemples d'architecture militaire médiévale encore visibles en Ile-de-France.

## Politique et administration

### Situation administrative
Le 27 février 1973, par arrêté préfectoral, les communes de Villegruis et de Fontaine-sous-Montaiguillon s’associent avec celle de Louan.
Par arrêté du préfet de Seine-et-Marne en date du 22 juillet 2010, la fusion simple entre Villegruis et Louan a été validée. La commune de Fontaine-sous-Montaiguillon reste érigée en commune associée.

### Liste des maires
| Période                                  | Période   | Identité            | Étiquette | Qualité  |
| ---------------------------------------- | --------- | ------------------- | --------- | -------- |
| Les données manquantes sont à compléter. |           |                     |           |          |
| avant 1988                               | 1989      | Michel Bontour      |           |          |
| mars 1989                                | mars 2008 | Jean-Marie Bouvrain |           |          |
| mars 2008                                | mars 2014 | Alain Lefebvre      |           |          |
| mars 2014                                | En cours  | James Dane          |           | Retraité |

## Équipements et services

### Eau et assainissement
L’organisation de la distribution de l’eau potable, de la collecte et du traitement des eaux usées et pluviales relève des communes. La loi NOTRe de 2015 a accru le rôle des EPCI à fiscalité propre en leur transférant cette compétence. Ce transfert devait en principe être effectif au 1er janvier 2020, mais la loi Ferrand-Fesneau du 3 août 2018 a introduit la possibilité d’un report de ce transfert au 1er janvier 2026,.

#### Assainissement des eaux usées
En 2020, la commune de Louan-Villegruis-Fontaine gère le service d’assainissement collectif (collecte, transport et dépollution) en régie directe, c’est-à-dire avec ses propres personnels.
L’assainissement non collectif (ANC) désigne les installations individuelles de traitement des eaux domestiques qui ne sont pas desservies par un réseau public de collecte des eaux usées et qui doivent en conséquence traiter elles-mêmes leurs eaux usées avant de les rejeter dans le milieu naturel. La communauté de communes du Provinois assure pour le compte de la commune le service public d'assainissement non collectif (SPANC), qui a pour mission de vérifier la bonne exécution des travaux de réalisation et de réhabilitation, ainsi que le bon fonctionnement et l’entretien des installations,.

#### Eau potable
En 2020, l'alimentation en eau potable est assurée par le syndicat de l'Eau de l'Est seine-et-marnais (S2E77) qui en a délégué la gestion à l'entreprise Veolia, dont le contrat expire le 31 décembre 2027,,.

## Population et société

### Démographie
L'évolution du nombre d'habitants est connue à travers les recensements de la population effectués dans la commune depuis 1793. Pour les communes de moins de 10 000 habitants, une enquête de recensement portant sur toute la population est réalisée tous les cinq ans, les populations de référence des années intermédiaires étant quant à elles estimées par interpolation ou extrapolation. Pour la commune, le premier recensement exhaustif entrant dans le cadre du nouveau dispositif a été réalisé en 2005.

En 2022, la commune comptait 492 habitants, en évolution de +1,44 % par rapport à 2016 (Seine-et-Marne : +3,92 %, France hors Mayotte : +2,11 %).
| 1793 | 1800 | 1806 | 1821 | 1831 | 1836 | 1841 | 1846 | 1851 |
| ---- | ---- | ---- | ---- | ---- | ---- | ---- | ---- | ---- |
| 209  | 212  | 220  | 237  | 268  | 294  | 337  | 326  | 353  |

| 1856 | 1861 | 1866 | 1872 | 1876 | 1881 | 1886 | 1891 | 1896 |
| ---- | ---- | ---- | ---- | ---- | ---- | ---- | ---- | ---- |
| 358  | 392  | 386  | 328  | 339  | 308  | 330  | 317  | 314  |

| 1901 | 1906 | 1911 | 1921 | 1926 | 1931 | 1936 | 1946 | 1954 |
| ---- | ---- | ---- | ---- | ---- | ---- | ---- | ---- | ---- |
| 316  | 376  | 369  | 252  | 231  | 242  | 267  | 255  | 249  |

| 1962 | 1968 | 1975 | 1982 | 1990 | 1999 | 2005 | 2006 | 2010 |
| ---- | ---- | ---- | ---- | ---- | ---- | ---- | ---- | ---- |
| 206  | 179  | 398  | 423  | 427  | 421  | 491  | 501  | 514  |

| 2015 | 2020 | 2022 | - | - | - | - | - | - |
| ---- | ---- | ---- | - | - | - | - | - | - |
| 494  | 497  | 492  | - | - | - | - | - | - |

## Économie

### Secteurs d'activité
En 2018, la commune était classée en zone de revitalisation rurale (ZRR), un dispositif visant à aider le développement des territoires ruraux principalement à travers des mesures fiscales et sociales. Des mesures spécifiques en faveur du développement économique s'y appliquent également. Le classement des communes en ZRR était valable jusqu’au 31 décembre 2020,.

#### Agriculture
Louan-Villegruis-Fontaine est dans la petite région agricole dénommée la « Brie champenoise » (ou Provinois), une partie de la Brie autour de Provins. En 2010, l'orientation technico-économique de l'agriculture sur la commune est la culture de céréales et d'oléoprotéagineux (COP).
Si la productivité agricole de la Seine-et-Marne se situe dans le peloton de tête des départements français, le département enregistre un double phénomène de disparition des terres cultivables (près de 2 000 ha par an dans les années 1980, moins dans les années 2000) et de réduction d'environ 30 % du nombre d'agriculteurs dans les années 2010. Cette tendance se retrouve au niveau de la commune où le nombre d’exploitations est passé de 28 en 1988 à 19 en 2010. Parallèlement, la taille de ces exploitations augmente, passant de 103 ha en 1988 à 132 ha en 2010.
Le tableau ci-dessous présente les principales caractéristiques des exploitations agricoles de Louan-Villegruis-Fontaine, observées sur une période de 22 ans : 
|                                      | 1988  | 2000  | 2010  |
| ------------------------------------ | ----- | ----- | ----- |
| Dimension économique,                |       |       |       |
| Nombre d’exploitations (u)           | 28    | 25    | 19    |
| Travail (UTA)                        | 45    | 35    | 21    |
| Surface agricole utilisée (ha)       | 2 871 | 2 947 | 2 517 |
| Cultures                             |       |       |       |
| Terres labourables (ha)              | 2 841 | 2 937 | 2 509 |
| Céréales (ha)                        | 1 869 | 1 876 | 1 635 |
| dont blé tendre (ha)                 | 1220  | 1363  | 1058  |
| dont maïs-grain et maïs-semence (ha) | 378   | 142   | 134   |
| Tournesol (ha)                       | 168   | 15    |       |
| Colza et navette (ha)                | 222   | 392   | 511   |
| Élevage                              |       |       |       |
| Cheptel (UGBTA)                      | 102   | 45    | 50    |

## Culture locale et patrimoine

### Lieux et monuments
- Château de Montaiguillon (ruines), (XIIIe et XVe siècles), classé monument historique[66].
- Église Saint-Médard-et-Sainte-Syre de Villegruis, XIIIe et XIVe siècles.
- Église Saint-Pierre-et-Saint-Paul de Louan, XIIIe et XIVe siècles.
- Église Saint-Jean-Baptiste de Fontaine-sous-Montaiguillon, (XIIIe siècle).
- Bois de Montaiguillon où la Pierre aux Cent Têtes se situe .

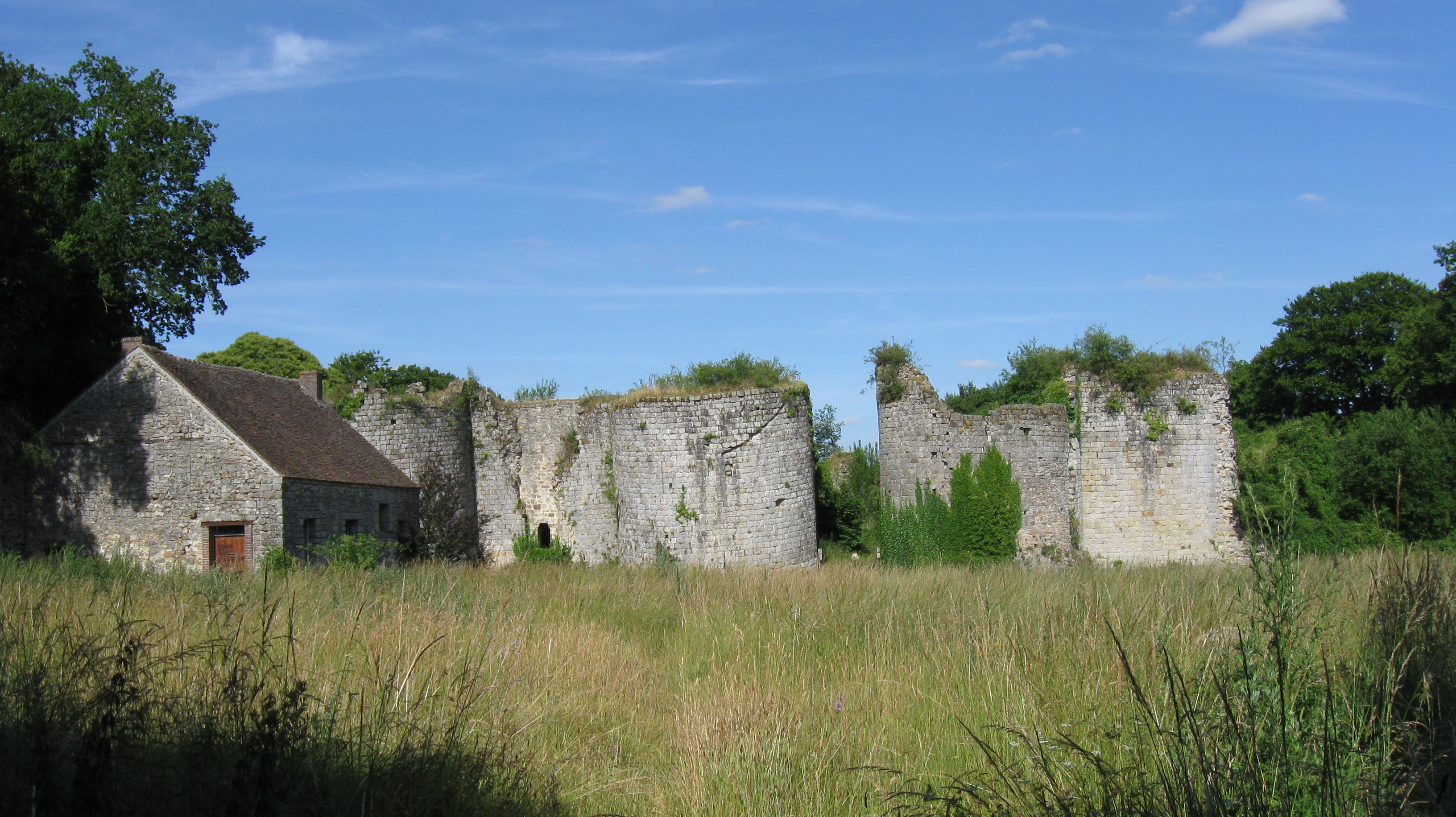
Entrée du château de Montaiguillon.
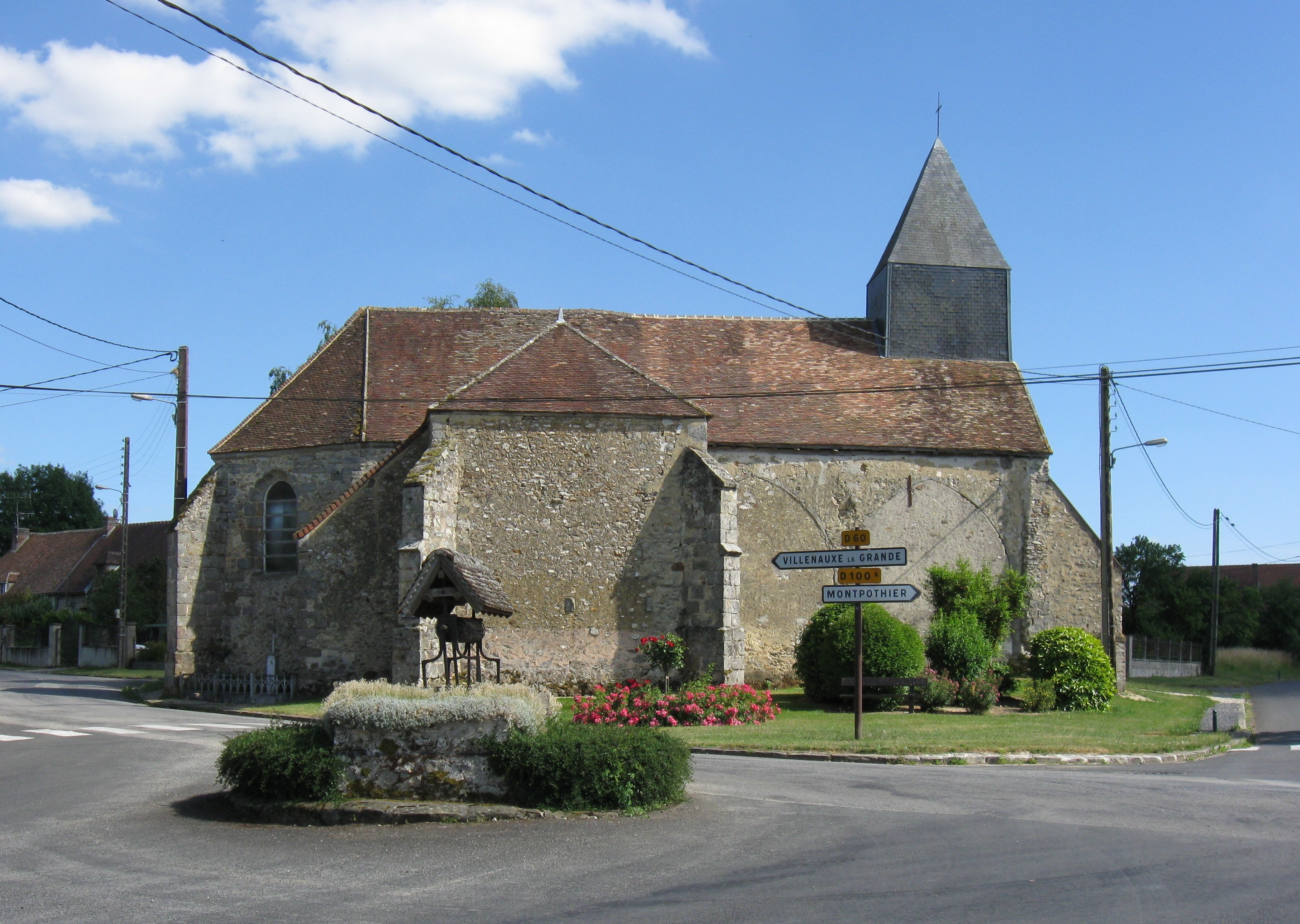
L'église Saint-Jean-Baptiste.
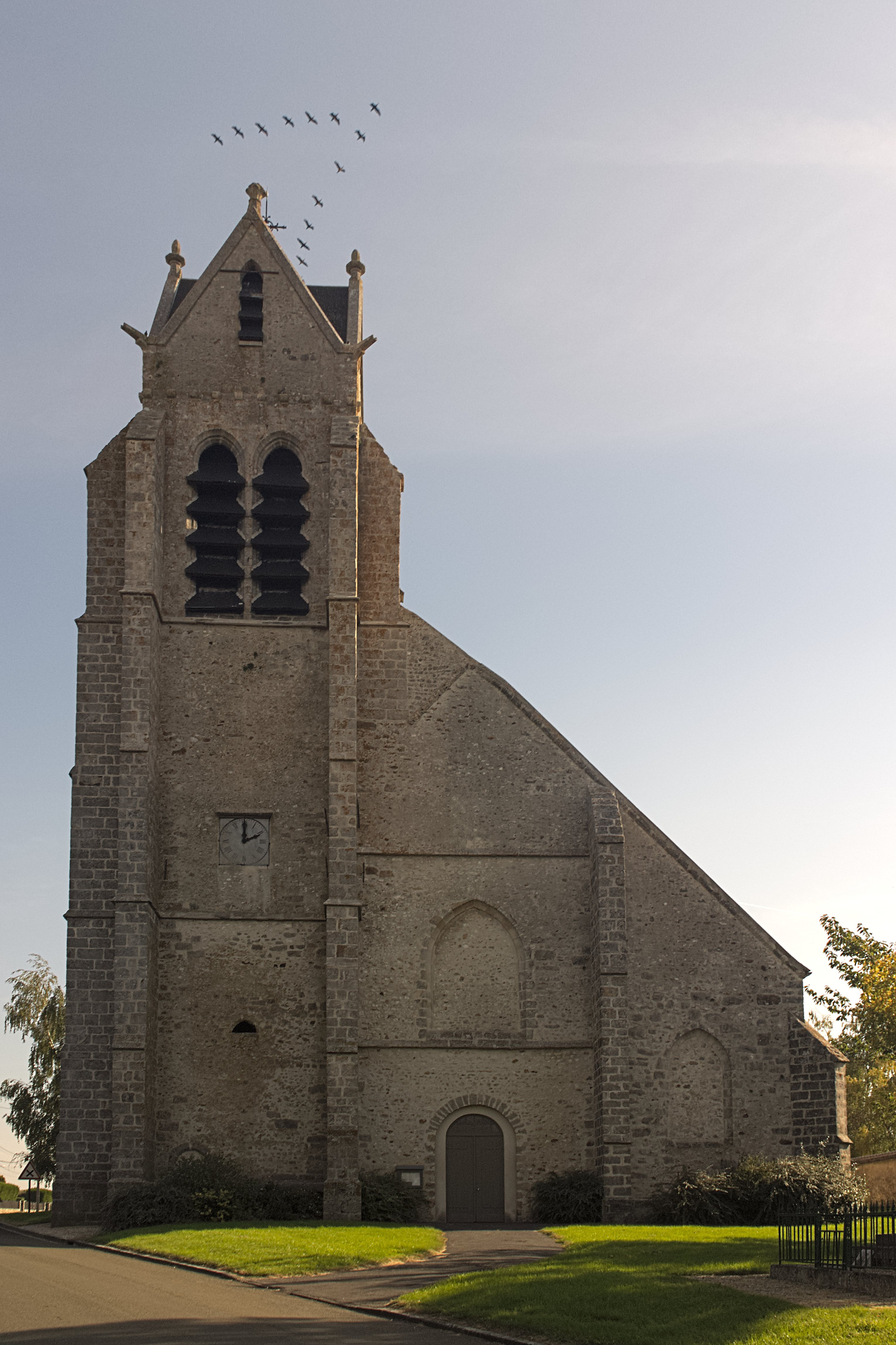
L'église de Villegruis.
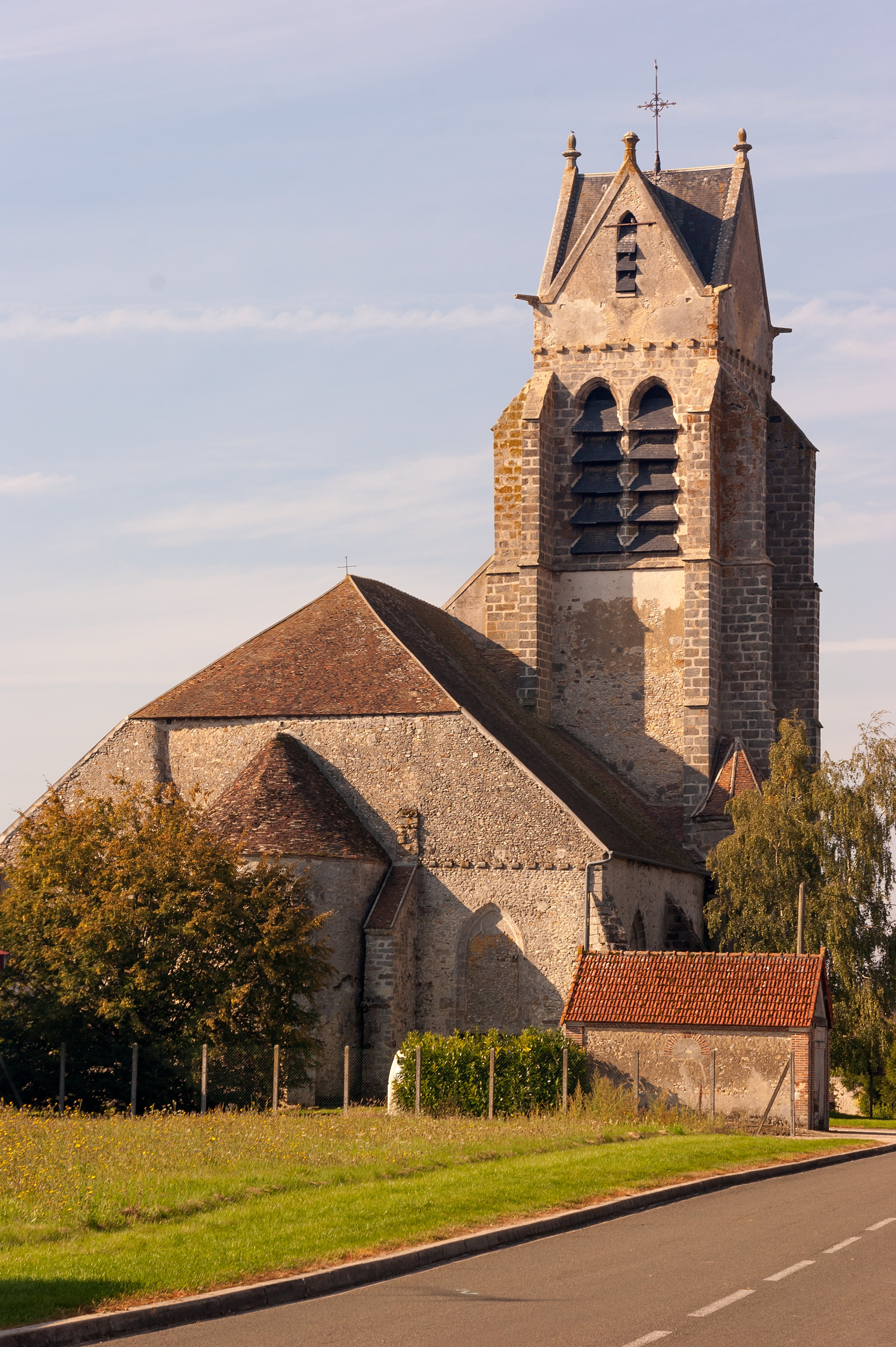
L'église de Villegruis.
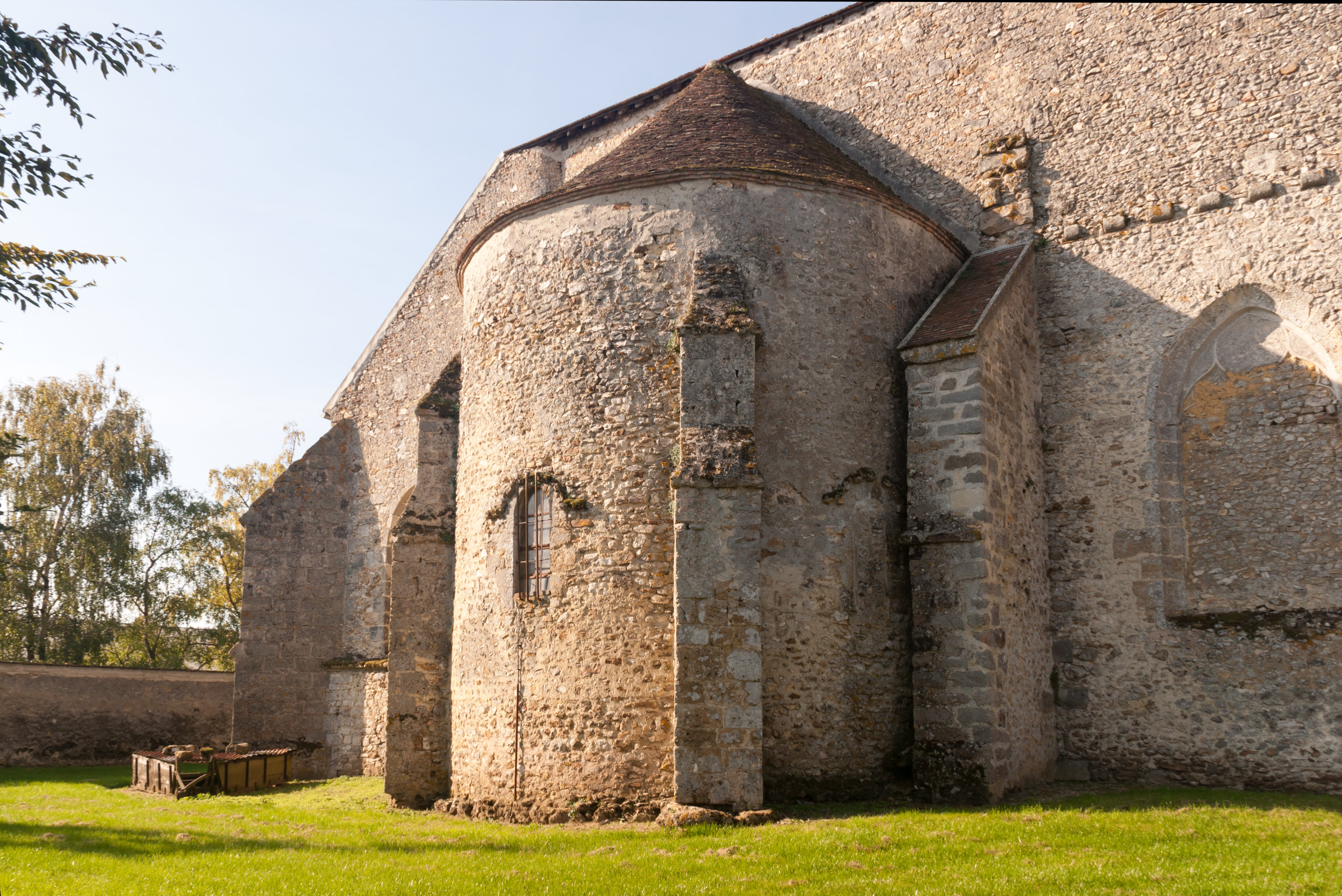
L'église de Villegruis.

### Héraldique
| Blason de Louan-Villegruis-Fontaine | Blason  | D'azur fretté d'argent. |
| Blason de Louan-Villegruis-Fontaine | Détails |                         |